# Unione Sportiva Foggia
La Unione Sportiva Foggia és un equip italià de futbol de la ciutat de Foggia.

## Història
Els primers clubs de la ciutat foren Daunia (1909, samarreta blanca i negra a franges verticals), Unione Sportiva Calciatori (1911), US Sardegna (1911) i US Atleta (1912, fusió dels dos darrers, que jugava al camp Pila e Croce, i portava samarreta vermella i negra).
La US Foggia nasqué el 1920 amb el nom d'Sporting Club Foggia com a resultat de la fusió dels clubs US Pro Foggia i Maciste. L'any 1922 l'SC Foggia s'afilià a la FIGC i participà per primer cop al campionat de la Pulla. La temporada 1924-25 es fusionà amb el Velo Club Foggia naixent l'U.S. Foggia. La temporada 1939-40 adoptà la denominació Unione Polisportiva Foggia. El 1945-46 es fusionà amb el G.S. Cartiera donant vida a l'IPAS Foggia, que la següent temporada recuperà la denominació original Unione Sportiva Foggia.
Una nova fusió arribà el 1957-58, aquest cop amb el G.S. Incedit, esdevenint U.S. Foggia & Incedit, tornant a U.S. Foggia la temporada 1967-68.
El 1986 es convertí en Foggia Calcio, nom que conservà fins al 2004, quan voltà al seu nom anterior, que conserva en l'actualitat.
Les seves èpoques daurades foren als anys 60 amb Oronzo Pugliese, als 70 amb Tommaso Maestrelli, i als 90 amb Zdeněk Zeman. En aquests tres períodes el club arribà a jugar a la Serie A.

## Presidents
- 1920-1923 - Carlo Giglietto[4]
- 1923-1924 - Carlo Irace
- 1924-1925 - Vincenzo Gaito
- 1925-1927 - Pietro de Vita
- 1927-1928 - Giovanni Sarti
- 1928-1929 - Pasquale de Biase & Luigi Turtur
- 1929-1931 - Luigi Turtur
- 1931-1932 - Fernando Nardella
- 1932-1933 - Alfredo de Biase
- 1933-1934 - Alfredo de Biase & Paolo de Tullio
- 1934-1935 - Paolo de Tullio & Giovanni Quadrato
- 1935-1937 - Giovanni Quadrato
- 1937-1938 - Luigi Sbano
- 1938-1939 - Luigi Ippolito
- 1939-1940 - Enea Farina & Oscar Taronna
- 1940-1942 - Roberto Fini
- 1942-1943 - Alceo Gigli
- 1945-1946 - Roberto Fini
- 1946-1950 - Antonio Frezza
- 1950-1951 - Ferdinando Nardella
- 1951-1953 - Pasquale di Biase
- 1953-1956 - Ferdinando Lupo
- 1956-1958 - Giulio Carella
- 1958-1962 - Armando Piccapane
- 1962-1967 - Domenico Rosa Rosa
- 1968-1984 - Antonio Fesce
- 1984-1986 - Antonio Lioce
- 1986-1988 - Aniello Casillo
- 1988-1992 - Pasquale Casillo
- 1992-1993 - Giuseppe Armilotta
- 1993-1994 - Claudio Francavilla
- 1994-1996 - Giacinto Pelosi
- 1996-1998 - Domenico Buonuomo
- 1998-1999 - Massimo di Lauro & Paolo Agostinacchio
- 1999-2000 - Antonio Nazzaro
- 1999-2001 - Antonio Nazzaro & Giorgio Chinaglia
- 2001-2003 - Franco Patano
- 2003-2004 - Roberto Scirano
- 2004-2005 - Aldo Teta & Giuseppe Coccimiglio
- 2005-2009 - Tullio Capobianco
- 2010 - Matteo Biancofiore